# 金塚駅

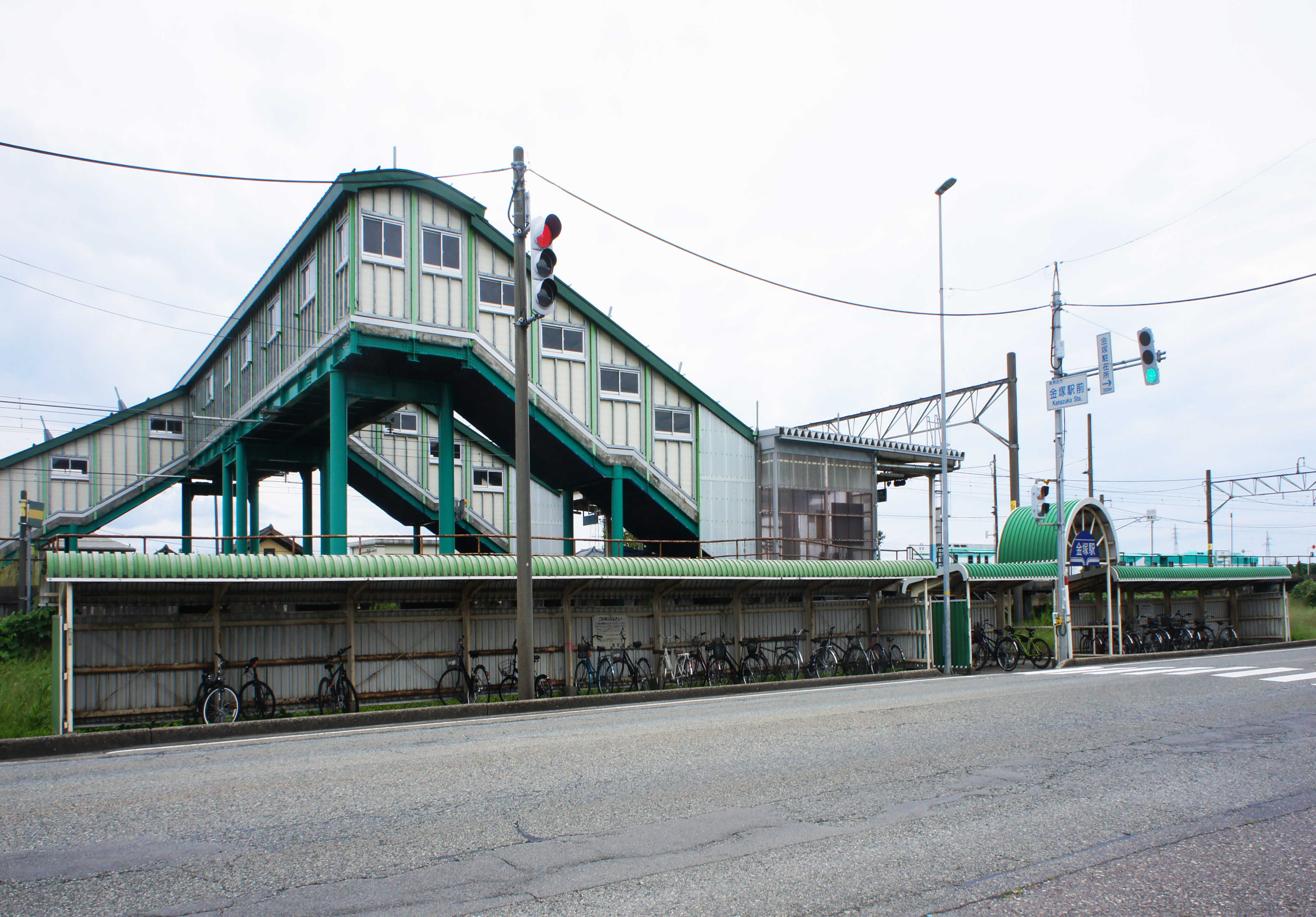
東口（2021年9月）

金塚駅（かなづかえき）は、新潟県新発田市下小中山（しもこなかやま）にある、東日本旅客鉄道（JR東日本）羽越本線の駅である。

## 歴史
- 1914年（大正3年）6月1日：村上線・新発田 - 中条間開業の際に開設[1]。
- 1924年（大正13年）7月31日：羽越線の駅となる。
- 1925年（大正14年）11月20日：支線となる赤谷線の開業に伴い、羽越本線の駅となる。
- 1972年（昭和47年）
  - 9月1日：貨物の取り扱い、手荷物および小荷物の取り扱いを廃止[2]。無人化[3]。
  - 11月16日：金塚農業協同組合（のちの北越後農業協同組合[4]）が駅構内にスーパーマーケットを出店し、簡易委託駅となる[5]。
- 1987年（昭和62年）4月1日：国鉄分割民営化により、JR東日本の駅となる[1]。
- 2004年（平成16年）10月ごろ：簡易委託を解除。同時に券売機を設置。

## 駅構造
単式ホーム1面1線、島式ホーム1面2線の計2面3線のホームを有する地上駅である。駅舎（西側）と両ホームは跨線橋で連絡している。国道7号（東側）に面する側には東口が設けられている。
村上駅管理の無人駅となっている。自動券売機は駅舎と3番線ホーム上の2か所に設置されていたが、現在は乗車駅証明書発行機になっている。駅舎内にはトイレのほか切符売場跡などがある。Suicaなどの交通系ICカードには対応していない。
なお、当駅と中条駅までの区間は単線であるため、特に下りの通過列車は速度制限を受ける。

### のりば
| 番線 | 路線      | 方向       | 行先             |
| ---- | --------- | ---------- | ---------------- |
| 1    | ■羽越本線 | 下り       | 村上・酒田方面   |
| 2    | ■羽越本線 | （待避線） | （待避線）       |
| 3    | ■羽越本線 | 上り       | 新発田・新潟方面 |

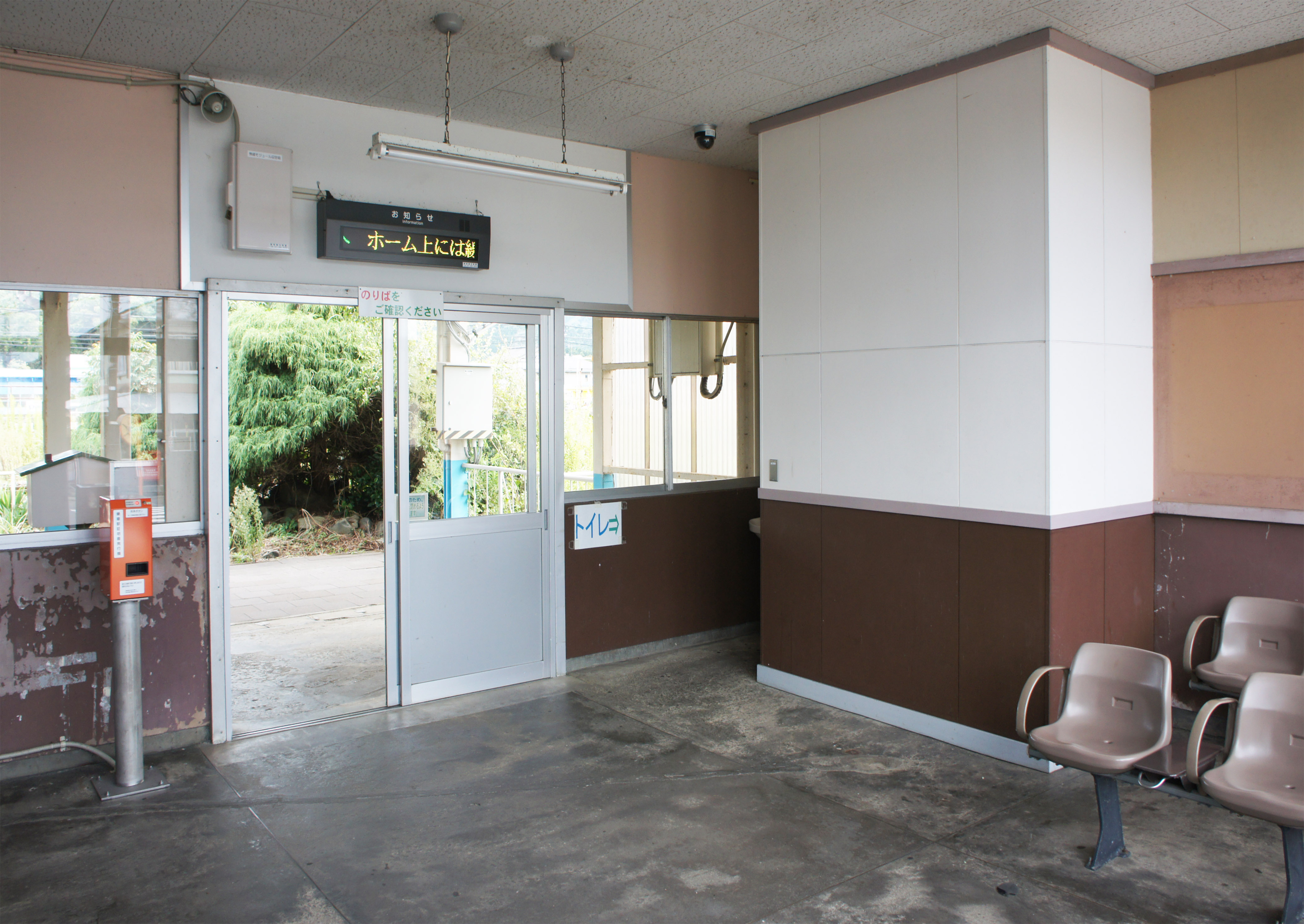
西口駅舎待合室（2021年9月）
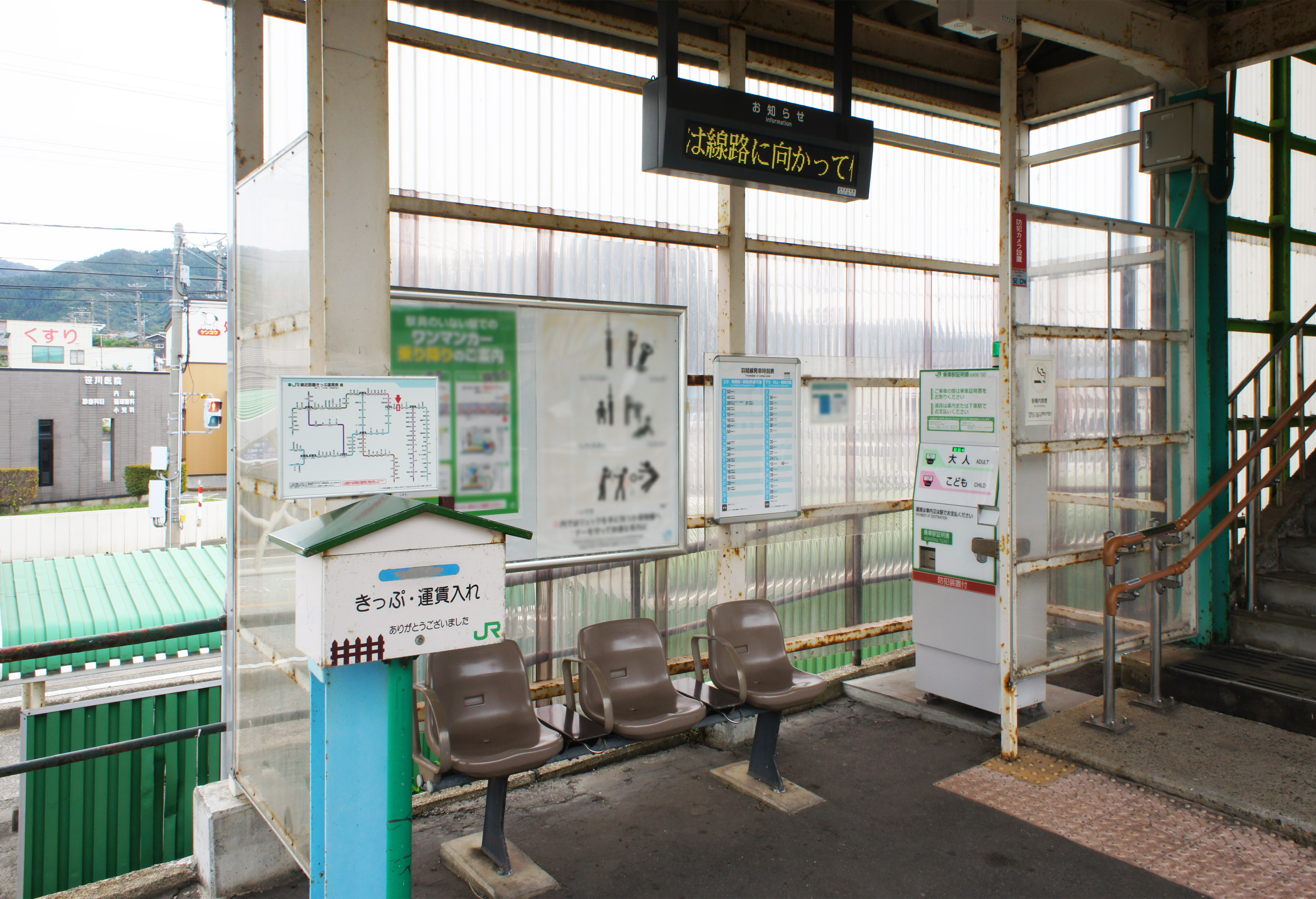
3番線ホーム待合室（2021年9月）
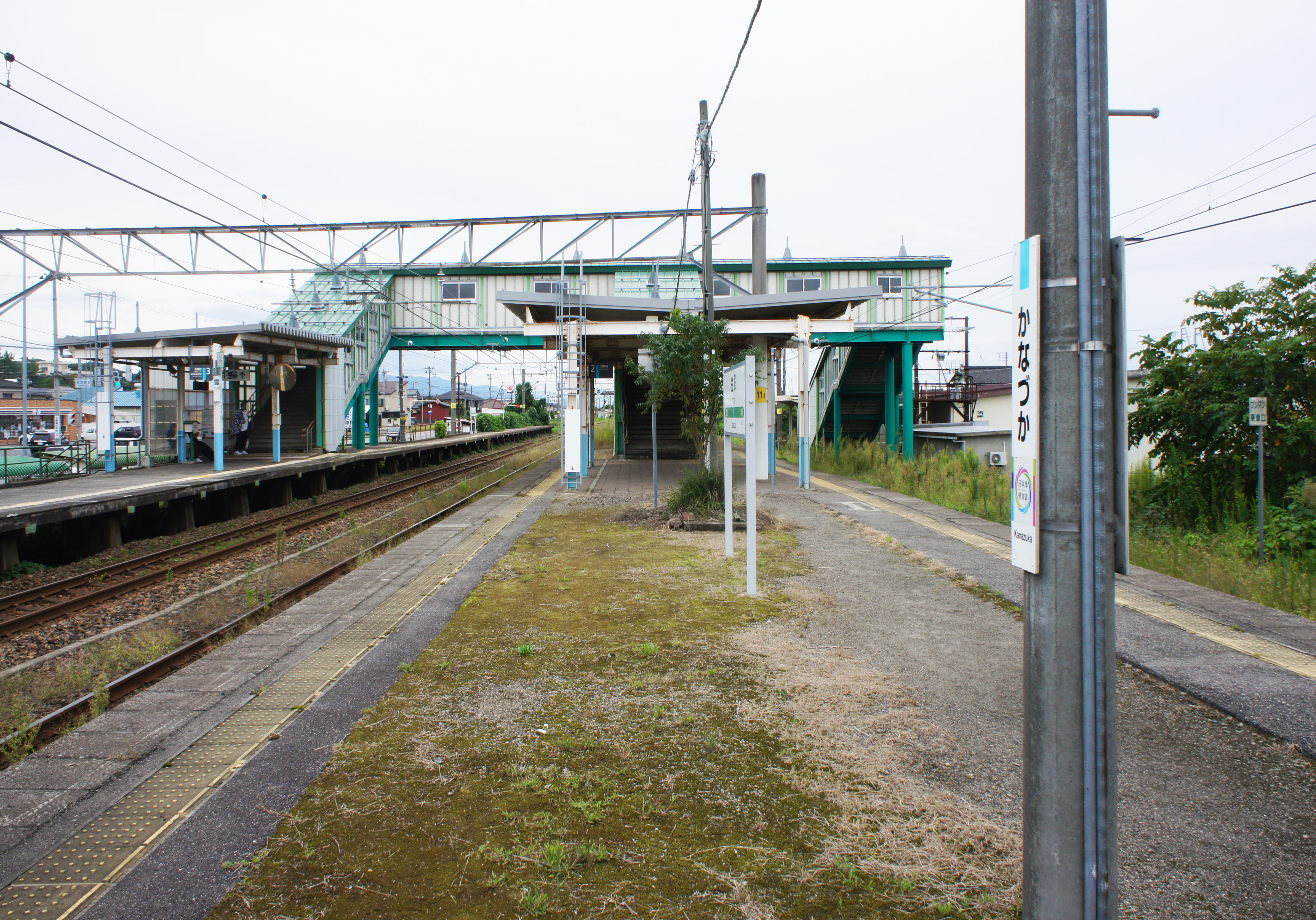
ホーム（2021年9月）

## 利用状況
JR東日本によると、2000年度（平成12年度）- 2003年度（平成15年度）の1日平均乗車人員の推移は以下のとおりであった。
| 乗車人員推移       | 乗車人員推移     | 乗車人員推移 |
| 年度               | 1日平均 乗車人員 | 出典         |
| ------------------ | ---------------- | ------------ |
| 2000年（平成12年） | 272              | [ 8 ]        |
| 2001年（平成13年） | 265              | [ 9 ]        |
| 2002年（平成14年） | 272              | [ 10 ]       |
| 2003年（平成15年） | 284              | [ 11 ]       |

## 駅周辺
- 国道7号
- 加治川コミュニティセンター
- 金塚郵便局
- セブン-イレブン下越加治川店
- 新発田市立大峰保育園
- 加治川幼稚園
- いづみ動物病院
- かなづか薬局
- 笹川医院
- 山岳手打そば 一寿
- （有）カネミヤ 金塚SS
- マイカーセンター金塚
- コインランドリー Dolphin 金塚店

## 隣の駅
東日本旅客鉄道（JR東日本）
■羽越本線
■快速
通過
■普通
加治駅 - 金塚駅 - 中条駅